# دوج داینستی
دوج داینستی (Dodge Dynasty) خودرویی است که در سال‌های ۱۹۸۸–۱۹۹۳در ایالات متحده آمریکا تولید شده‌است. طراحی آن خودروهای موتور جلو-محور جلو بوده است. سیستم جعبه‌دندهٔ آن ۴ دنده به صورت خودکار است.